# Hexalogia
Uma hexalogia (ou sextologia) é uma obra literária ou narrativa composta que é formada por seis obras distintas. No cinema, franquias como Sharknado e os filmes lançados em formato de vídeo Heisei Ultraseven, são exemplos de hexalogias.
1. ↑  Ciberdúvidas/ISCTE-IUL. «Trilogia e outras designações de grupos de obras com temática comum - Ciberdúvidas da Língua Portuguesa». ciberduvidas.iscte-iul.pt. Consultado em 12 de abril de 2025